# سارق (فیلم ۱۹۵۷)
سارق (به انگلیسی: The Burglar) یک فیلم نوآر، جنایی و دلهره‌آور آمریکایی محصول سال ۱۹۵۷ که توسط کمپانی کلمبیا پیکچرز منتشر شد و براساس رمانی به همین نام (۱۹۵۳) نوشته دیوید گودیس (که فیلمنامه‌نویس این اثر نیز بود) ساخته شده‌است.